# Hibbertia mollis
Hibbertia mollis är en tvåhjärtbladig växtart som beskrevs av Toelken. Hibbertia mollis ingår i släktet Hibbertia och familjen Dilleniaceae. Inga underarter finns listade i Catalogue of Life.